# Potônske Lúky
Potônske Lúky (ungarisch Patonyrét) ist eine Gemeinde im Südwesten der Slowakei mit 285 Einwohnern (Stand 31. Dezember 2024). Sie gehört zum Okres Dunajská Streda, einem Teil des Trnavský kraj.

## Geographie
Die Gemeinde befindet sich im Nordteil der Großen Schüttinsel, einem Teil des slowakischen Donautieflands, am rechten Ufer der Kleinen Donau. Das Ortszentrum liegt auf einer Höhe von 116 m n.m. und ist 18 Kilometer von Dunajská Streda entfernt.
Nachbargemeinden sind Čierny Brod (über die Exklave Ostrov) im Norden, Horná Potôň im Nordosten, Osten und Süden und Blahová im Westen.

## Geschichte
Potônske Lúky als Gemeinde entstand am 1. Januar 2003 durch Ausgliederung aus der Gemeinde Horná Potôň; bis dahin hieß das spätere Gemeindegebiet Horná Potôň - Lúky.
Die Geschichte des späteren Ortes ist somit weitgehend mit jener der Gemeinde Horná Potôň identisch.

## Bevölkerung
| Jahr                | 1994 | 2004 | 2014     | 2024    |
| ------------------- | ---- | ---- | -------- | ------- |
| Anzahl der Personen | 0    | 231  | 282      | 285     |
| Unterschied         |      | –    | +22,07 % | +1,06 % |

| Jahr                | 2023 | 2024    |
| ------------------- | ---- | ------- |
| Anzahl der Personen | 286  | 285     |
| Unterschied         |      | −0,34 % |

Nach der Volkszählung 2011 wohnten in Potônske Lúky 263 Einwohner, davon 196 Magyaren, 61 Slowaken und drei Tschechen. Ein Einwohner gab eine andere Ethnie an und zwei Einwohner machten keine Angabe. 226 Einwohner bekannten sich zur römisch-katholischen Kirche, zehn Einwohner zur Evangelischen Kirche A. B., fünf Einwohner zur orthodoxen Kirche, drei Einwohner zur reformierten Kirche und zwei Einwohner zur evangelisch-methodistischen Kirche. 11 Einwohner waren konfessionslos und bei sechs Einwohnern wurde die Konfession nicht ermittelt.